# Maladera fushanica
Maladera fushanica är en skalbaggsart som beskrevs av Ahrens 2002. Maladera fushanica ingår i släktet Maladera och familjen Melolonthidae. Inga underarter finns listade i Catalogue of Life.